# Прудки (Кіровський район)
Прудки (рос. Прудки) — присілок в Кіровському районі Калузької області Російської Федерації.
Населення становить 7 осіб. Входить до складу муніципального утворення Село Бережки.

## Історія
Від 2004 року входить до складу муніципального утворення Село Бережки.

## Населення
| 1994 | 2002 | 2010 |
| ---- | ---- | ---- |
| 68   | ↘21  | ↘7   |